# Houmane Jarir
Mohammed Houmane Jarir (30 de novembro de 1944 - 19 de maio de 2018) foi um futebolista profissional marroquino, que atuava como atacante.

## Carreira
Houmane Jarir fez parte do elenco da histórica Seleção Marroquina de Futebol da Copa do Mundo de 1970, ele fez um gol versus a Alemanha Oriental na derrota por 2-1. 